# Stanisław Romaniak
Stanisław Romaniak (ur. 8 maja 1948 w Zakopanem, zm. 12 czerwca 2018 w Bobrownikach) – polski poeta i artysta rzeźbiarz.
Ukończył liceum ogólnokształcące. Debiutował jako poeta w 1967 roku na łamach czasopisma „Wieści” w Krakowie. W latach 1973–1978 był kierownikiem i dyrektorem gminnych ośrodków kultury. Od 1978 roku mieszkał w Skierniewicach.

## Twórczość literacka
- Otwarte drzwi trzeba zamknąć
- Na rozdrożu
- Listy do Moniki
- Modlitewnik
- Wióry
- Cienie samotnych bez siebie